# Carex inclinis
Carex inclinis là một loài thực vật có hoa trong họ Cói. Loài này được Boott ex C.B.Clarke mô tả khoa học đầu tiên năm 1894.